# Céramique architecturale

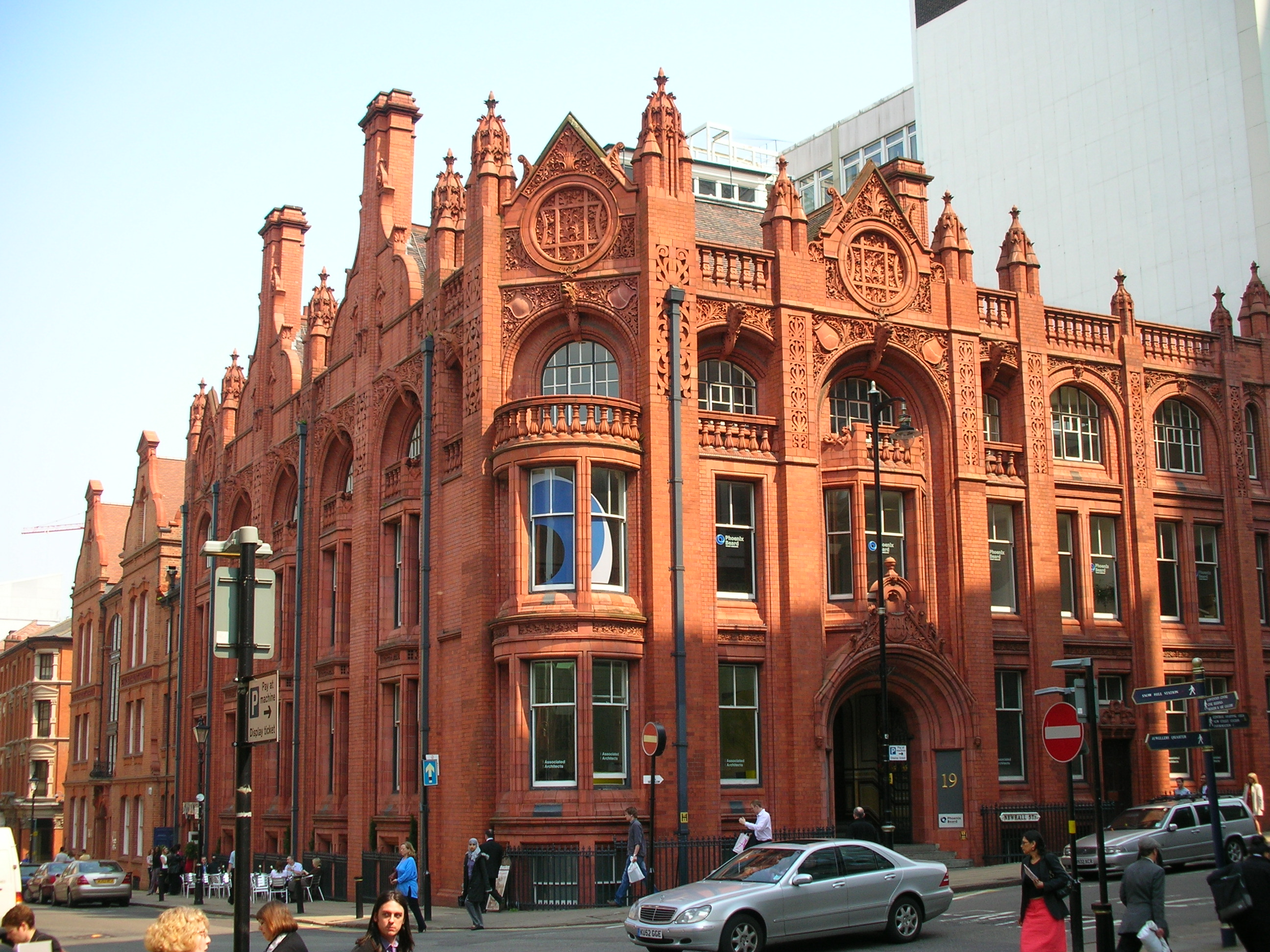
Le bâtiment du téléphone Bell Edison à Birmingham est un bâtiment en brique rouge et en terre cuite architecturale de la fin du XIXe siècle

La céramique architecturale fait référence à un mélange cuit d'argile et d'eau qui peut être utilisé dans une capacité non structurelle, semi-structurelle ou structurelle à l'extérieur ou à l'intérieur d'un bâtiment. La poterie en terre cuite est un ancien matériau de construction. Certaines terres cuites architecturales sont en fait du grès, plus résistant. Il peut être non vitré, peint, glacé ou vitrifié .
À la fin du XIXe siècle, la terre cuite architecturale émaillée (en) s'est développée et est devenue populaire.

## Histoire
La terre cuite a été fabriquée par les anciens Grecs, les Babyloniens, les anciens Égyptiens, les Romains, les Chinois, la vallée de l'Indus et les cultures amérindiennes. Elle était utilisée pour les tuiles, médaillons, statues, chapiteaux et autres petits détails architecturaux.

### Terre cuite dans l'Orient antique

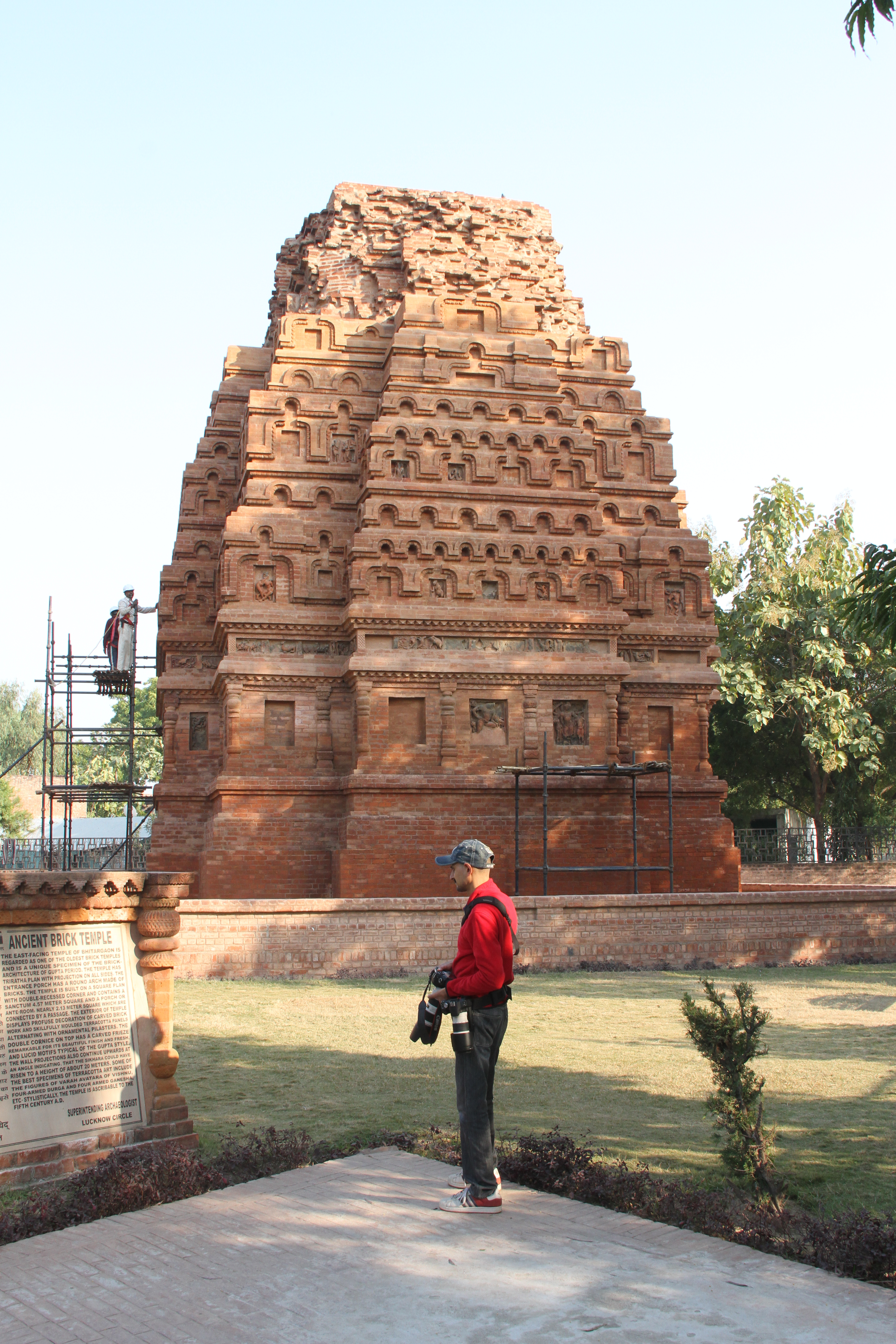
Temple de brique à Bhitargaon, Kanpur

Les fabricants indiens de terre cuite pressaient, coulaient et moulaient à la main le mélange d'argile. Des moulages en plâtre ont été trouvés dans plusieurs sites antiques en Afghanistan, au Bangladesh, en Inde et au Pakistan. Les similitudes dans les motifs et les processus de fabrication ont amené les chercheurs à noter le partage culturel entre les traditions sculpturales en terre cuite hellénique et de la vallée de l'Indus. Les premiers exemples célèbres incluent le temple de Bhitargaon et le temple Jaïn dans le district de Mahbubnagar .
Les traditions de fabrication de la terre cuite chinoise, coréenne et japonaise étaient focalisées sur des utilisations non architecturales telles que la statuaire ou les ustensiles de cuisine, mais diverses formes de tuiles en terre cuite étaient des matériaux de toiture populaires.

### Terre cuite occidentale

#### Antiquité –XVIIIesiècle
Les Grecs utilisaient la terre cuite pour les chapiteaux, les frises et d'autres éléments de leurs temples comme à Olympie ou à Sélénius. Sur le plan intérieur, ils l'utilisaient pour la statuaire et les tuiles. Les Étrusques utilisaient la terre cuite pour les tuiles, les poutres encastrées et les murs de briques. L'innovation romaine en terre cuite était le système de chauffage par le sol par hypocauste qu'ils utilisaient pour leurs bains publics. L'architecture européenne médiévale n'a pas étendu l'utilisation de la terre cuite au-delà des pratiques déjà présentes dans l'Antiquité. La fabrication de toits de tuiles a diminué avec la couverture de chaume à faible coût largement disponible. Les cités-états du sud de l'Allemagne, d'Italie et d'Espagne ont maintenu la tradition.

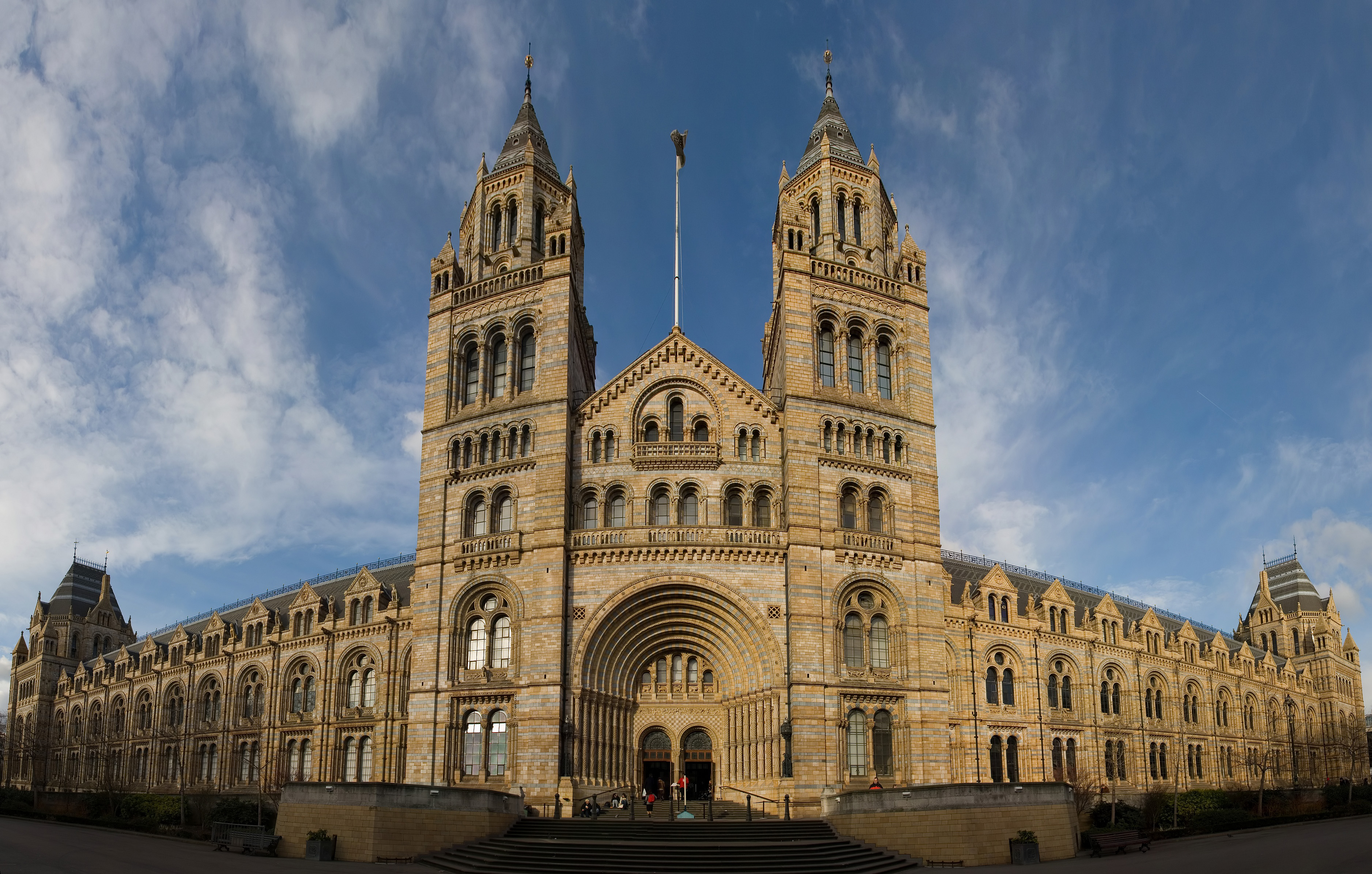
Le musée d'histoire naturelle de Londres a une façade en terre cuite ornée, typique de la haute architecture victorienne - les sculptures représentent le contenu du musée

#### XVIIIe-XIXesiècles
Angleterre
Les Anglais Richard Holt et Thomas Ripley ont breveté une recette de pierre artificielle en 1722. L'entreprise réussit assez bien à fabriquer de petits ornements architecturaux. Leur entreprise a été reprise par George et Eleanor Coade en 1769. George est décédé un an plus tard, laissant l'entreprise à sa femme et sa fille, toutes deux nommées Eleanor Coade. Les dames Coade ont popularisé la terre cuite grise comme alternative à la pierre avec l'aide d'architectes comme Horace Walpole et Sir John Soane. Le style architectural georgien était en vogue et la demande pour un décor répétitif d'inspiration classique était très à la mode. Les bâtiments du Victoria and Albert Museum (1867–1880) et du musée d'histoire naturelle de Londres (1879–1880) ont inauguré une ère de terre cuite architecturale produite en série.
États-Unis

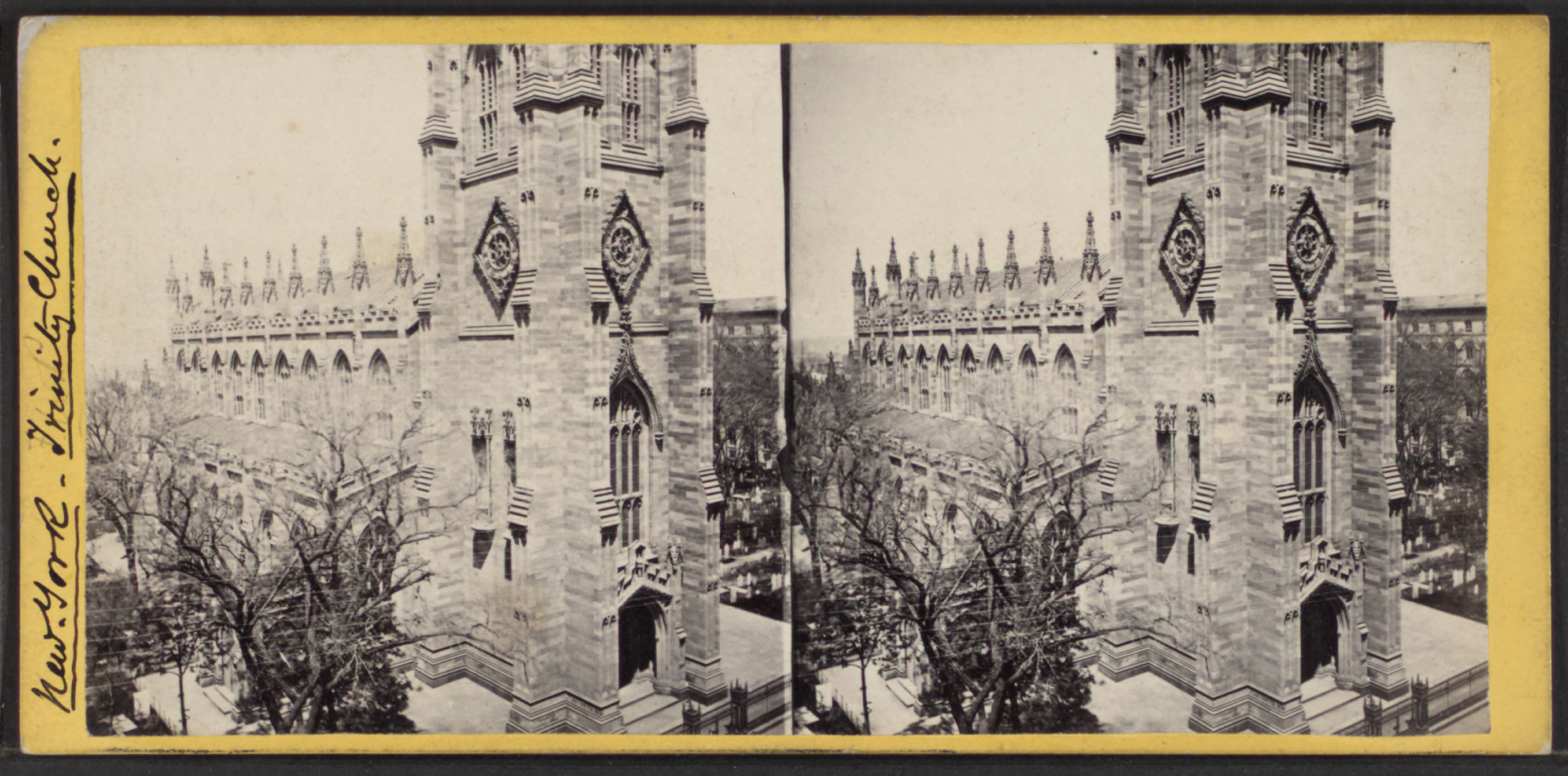
Église de la Trinité à New York, de la collection Robert N.Dennis de vues stéréoscopiques 7

La plupart des premières terres cuites étaient expédiées d'Europe ou fabriquées par de petits céramistes locaux. Le premier fabricant de terre cuite architecturale a été ouvert par Henry Tolman Jr. à Worcester, MA vers 1849. Les capitales du Massachusetts State Capitol à Worcester sont les premiers exemples de terre cuite produite localement. Dans les années 1850, des architectes new-yorkais comme Richard Upjohn et James Renwick ont commencé à l'utiliser comme substitut économique à la pierre.

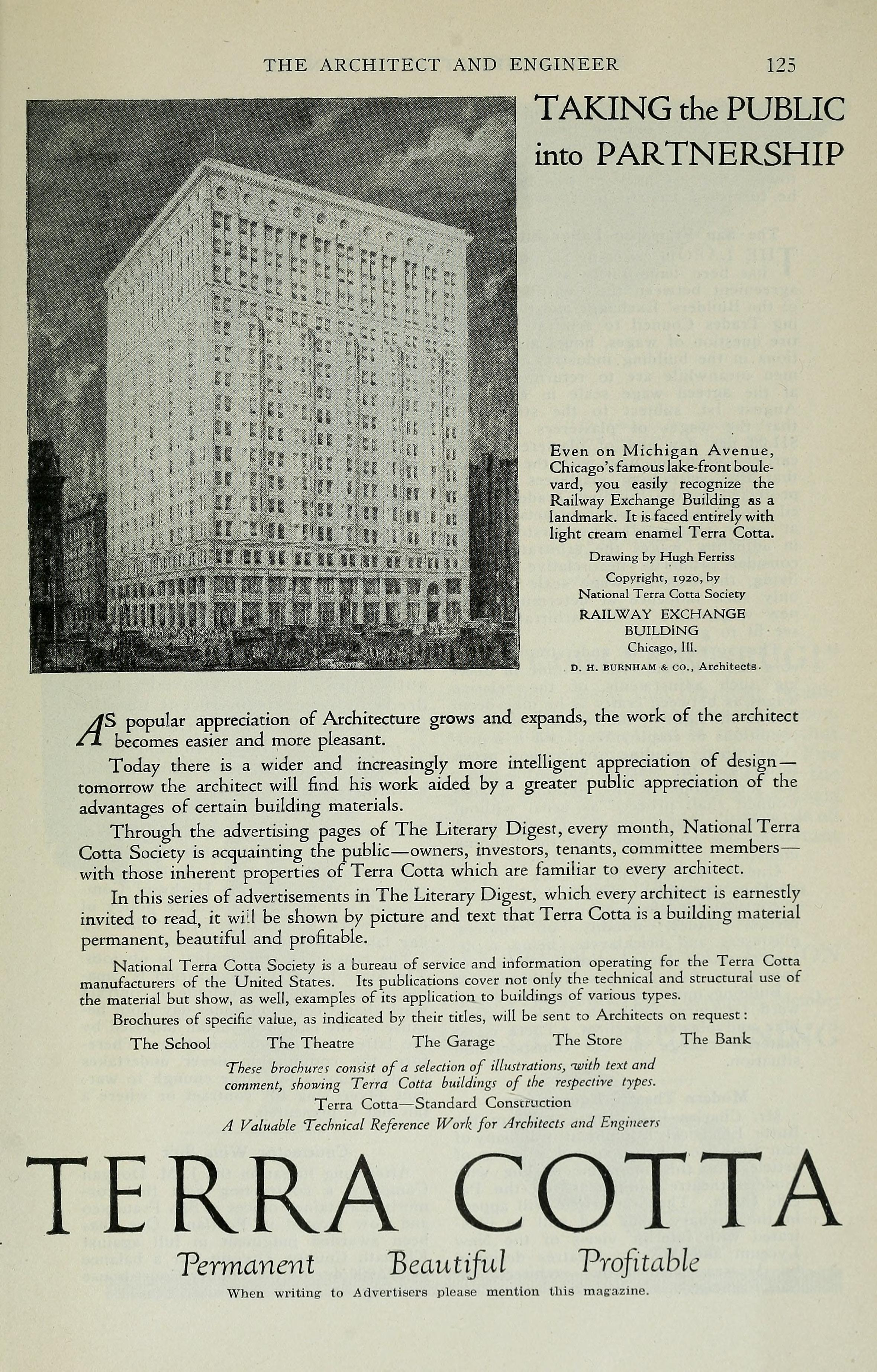
Le Railway Exchange Building de Chicago est entièrement recouvert de terre cuite émaillée couleur crème (dessin de Hugh Ferriss, 1920)

#### De 1880 aux années 1930
Les réactions à l'incendie de Chicago en 1871 ont stimulé l'intérêt pour la terre cuite comme matériau de construction ignifuge. À l'ère de la construction de gratte-ciel, le cadre en fonte devait être protégé. La terre cuite était un matériau léger, moulable, résistant au feu et à la pollution qui pouvait être produit en série. Des architectes tels que Burnham et Root, HH Richardson, Louis Sullivan et McKim, Mead & White se sont intéressés à l'utilisation de la terre cuite comme matériau de construction plutôt que simplement comme pierre d'imitation.
Des problèmes d'installation, de pénétration d'eau et de corrosion du métal intérieur ont poussé l'industrie à organiser la National Terracotta Society. Ils ont publié deux normes largement utilisées, en 1914 et 1924, qui détaillaient les méthodes de construction, les systèmes d'ancrage, l'étanchéité et les normes d'entretien.

#### Années 1930 à aujourd'hui
L'intérêt économique pour la terre cuite a chuté dans les années 1930, mais l'industrie ne s'est pas éteinte. La terre cuite ne pouvait pas rivaliser avec les nouveaux matériaux produits en série tels que le verre plat, les nouveaux alliages métalliques et la construction en blocs de ciment. L'évolution des modes vers des styles plus minimalistes et modernes tels que l'école Bauhaus et le style international n'a pas aidé l'industrie en déclin.
Après la Seconde Guerre mondiale, l'industrie a dû faire face au déclin des bâtiments construits à l'apogée du matériau, 1910–1940. Les problèmes structurels résultant d'une étanchéité incomplète, d'une mauvaise installation, d'un mauvais entretien et de la corrosion de l'acier doux à l'intérieur ont rendu le matériau impopulaire dans les constructions plus récentes.
Pour lutter contre cette réputation de mauvaise qualité, plusieurs autres publications de l'industrie ont été produites entre 1945 et les années 1960. Ils n'ont pas réussi à faire revivre la terre cuite architecturale artistique mais cela lui a permis de se tourner vers les bâtiments publics. Les progrès de la terre cuite extrudée à la machine l'ont rendue compétitive par rapport aux autres alternatives de carreaux d'argile creuse à l'époque. Sous forme de tuiles, la terre cuite a eu un renouvellement en tant que caractéristique des bâtiments publics du milieu du siècle.
La terre cuite est nettement délaissée à partir des années 1960 avec l'introduction de plus de matériaux synthétiques sur le marché de masse. L'industrie était soutenue par le besoin de blocs de remplacement pour les bâtiments anciens, de carreaux d'argile creuse et maintenant d'écran pare-pluie.

## Processus de fabrication
La terre cuite peut être fabriquée en versant ou en pressant le mélange dans un moule en plâtre ou en grès, l'argile peut être sculptée à la main ou le mélange peut être extrudé dans un moule à l'aide de machines spécialisées. L'argile rétrécit en séchant à cause de la perte d'eau, donc tous les moules sont légèrement plus grands que les dimensions requises. Une fois que la forme désirée créée, elle est cuite dans un four pendant plusieurs jours où elle rétrécit encore plus. L'argile chaude est lentement refroidie puis finie à la main. Les céramiques sont expédiées sur le site du projet où elles sont installées par des entrepreneurs locaux. Les pièces creuses sont partiellement remblayées avec du mortier puis placées dans le mur, suspendues à des ancrages métalliques ou suspendues à des cornières d'étagères métalliques.

### Conception
Les artistes de formation universitaire étaient souvent les concepteurs des formes en terre cuite. Leurs dessins sont interprétés par le fabricant qui planifie les emplacements des joints et le système d'ancrage. Une fois finalisés, les dessins sont reproduits en plâtre par des sculpteurs qui créeraient le moule pour les artisans.

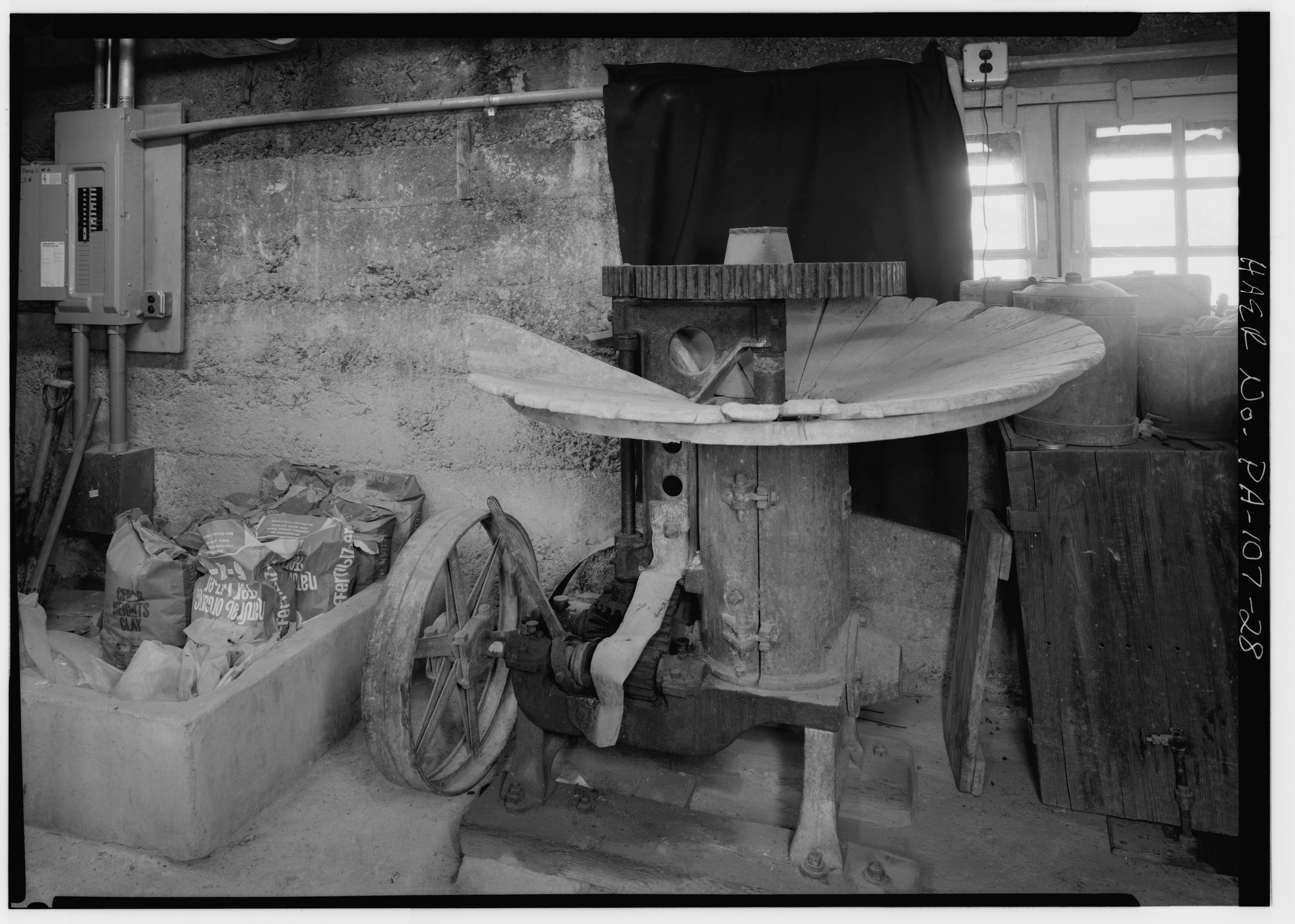
Moulin à carlin vertical utilisé par les Moravian Pottery and Tile Works en Pennsylvanie pour affiner l'argile utilisée pour la production de carreaux

### Préparation de l'argile
La sélection de l'argile était très importante pour la fabrication de la terre cuite. Des granulométries homogènes et plus fines ont été préférées. La couleur du corps en argile était déterminée par les types de dépôts disponibles localement pour la fabrication. Du sable a été ajouté pour tempérer le processus. Des chutes de céramique écrasées ont également été ajoutées pour rigidifier le produit et aider à réduire le retrait.
Le vieillissement de l'argile a permis aux pyrites de se transformer chimiquement en oxyde ferrique hydratées et en une teneur en alcali réduite. Ce vieillissement minimise les changements chimiques potentiels pendant le reste du processus de fabrication. L'argile brute altérée est séchée, broyée et tamisée.

### Gestes manuels
Un artiste fabrique un moule en plâtre négatif basé sur un prototype d'argile positive. Un à un et quart du mélange argile/eau est pressé dans le moule. Un treillis métallique ou d'autres raidisseurs sont ajoutés pour créer la structure ou le corps en argile qui entoure la cellule creuse. Le produit est séché à l'air pour permettre au plâtre d'aspirer l'humidité du produit d'argile verte. Il est cuit puis refroidi lentement.

### Extrusion
L'extrusion mécanisée a été utilisée pour la production de masse de blocs de terre cuite, populaire dans les années 1920. L'argile préparée était introduite dans une machine qui poussait ensuite le mélange à travers un moule. La technique exigeait que les blocs soient fabriqués avec des formes simples, de sorte que ce processus était souvent utilisé pour les revêtements de sol, les toitures, les revêtements et plus tard les tuiles creuses d'argile.

Un four à courant descendant conçu pour la Pomona Terra Cotta Manufacturing Company à Guilford County, Caroline du Nord

### Vitrage
La dernière étape avant la cuisson était le vitrage . Les véritables émaux sont fabriqués à partir de divers sels, mais avant les années 1890, la plupart des blocs étaient glacés ou recouverts d'une version diluée du mélange d'argile. La liquéfaction de l'argile augmentait la quantité de petites particules de silice qui se déposeraient à la surface du bloc. Ceux-ci fondent lors de la cuisson et durcissent. En 1900, presque toutes les couleurs pouvaient être obtenues avec l'ajout de glaçures au sel. Le noir ou le brun ont été fabriqués en ajoutant de l'oxyde de manganèse.

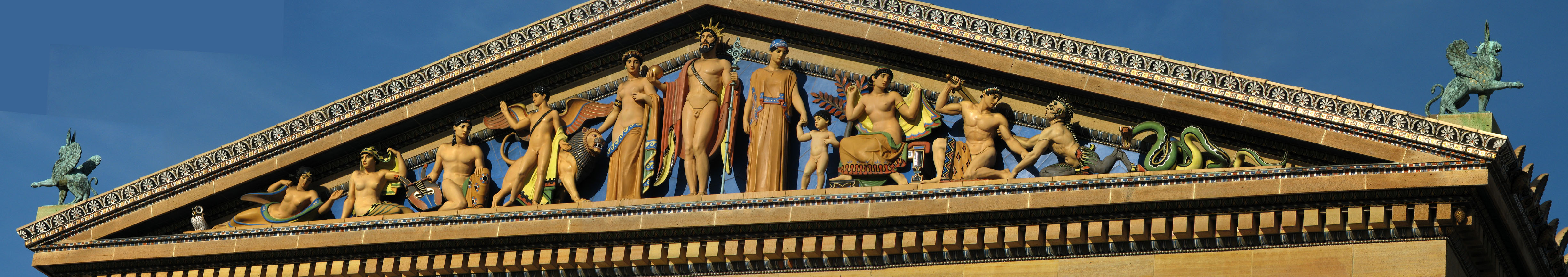
Fronton en terre cuite du Philadelphia Art Museum avec vitrage polychrome

### Cuisson
Le processus de cuisson au four peut prendre des jours, jusqu'à deux semaines. L'argile est chauffée lentement à environ 500°C. Ensuite, la température est augmentée à près de 900°C pour libérer l'eau liée chimiquement sous forme gazeuse et les particules d'argile commencent à fondre ensemble ou à fritter. Si le four atteint 1000°C, les particules d'argile se vitrifien et se transforment en verre. Une fois la température maximale atteinte, l'argile est lentement refroidie pendant quelques jours.

### Installation
Les premiers éléments en terre cuite ont été posés directement dans la maçonnerie, mais à mesure que le métal de structure est devenu plus populaire, la terre cuite a été suspendue par des ancrages métalliques. Le développement de la fonte puis du fer forgé comme matériau de structure a été étroitement lié à l'essor de la terre cuite. La fonte a été utilisée pour la première fois comme colonnes dans les années 1820 par William Strickland. Au cours du XIXe siècle, le métal est devenu de plus en plus incorporé dans la construction, mais il n'a pas été largement utilisé structurellement jusqu'à la fin des années 1890.
Une série d'incendies désastreux (Chicago, 1871 ; Boston, 1872 ; et San Francisco, 1906) a valu à la terre cuite la réputation d'être un matériau de revêtement ignifuge et léger qui pourrait protéger le métal de la fusion. Des trous ont été percés dans les blocs creux à des emplacements choisis pour permettre aux crochets métalliques en «J» ou en «Z» de relier les blocs au cadre en acier porteur et/ou aux murs de maçonnerie. Le métal peut être suspendu verticalement ou ancré horizontalement. Des broches, des pinces, des clips, des plaques et une variété d'autres dispositifs ont été utilisés pour aider à sécuriser les blocs. Les joints sont alors mortaisés et le bloc est partiellement remblayé.

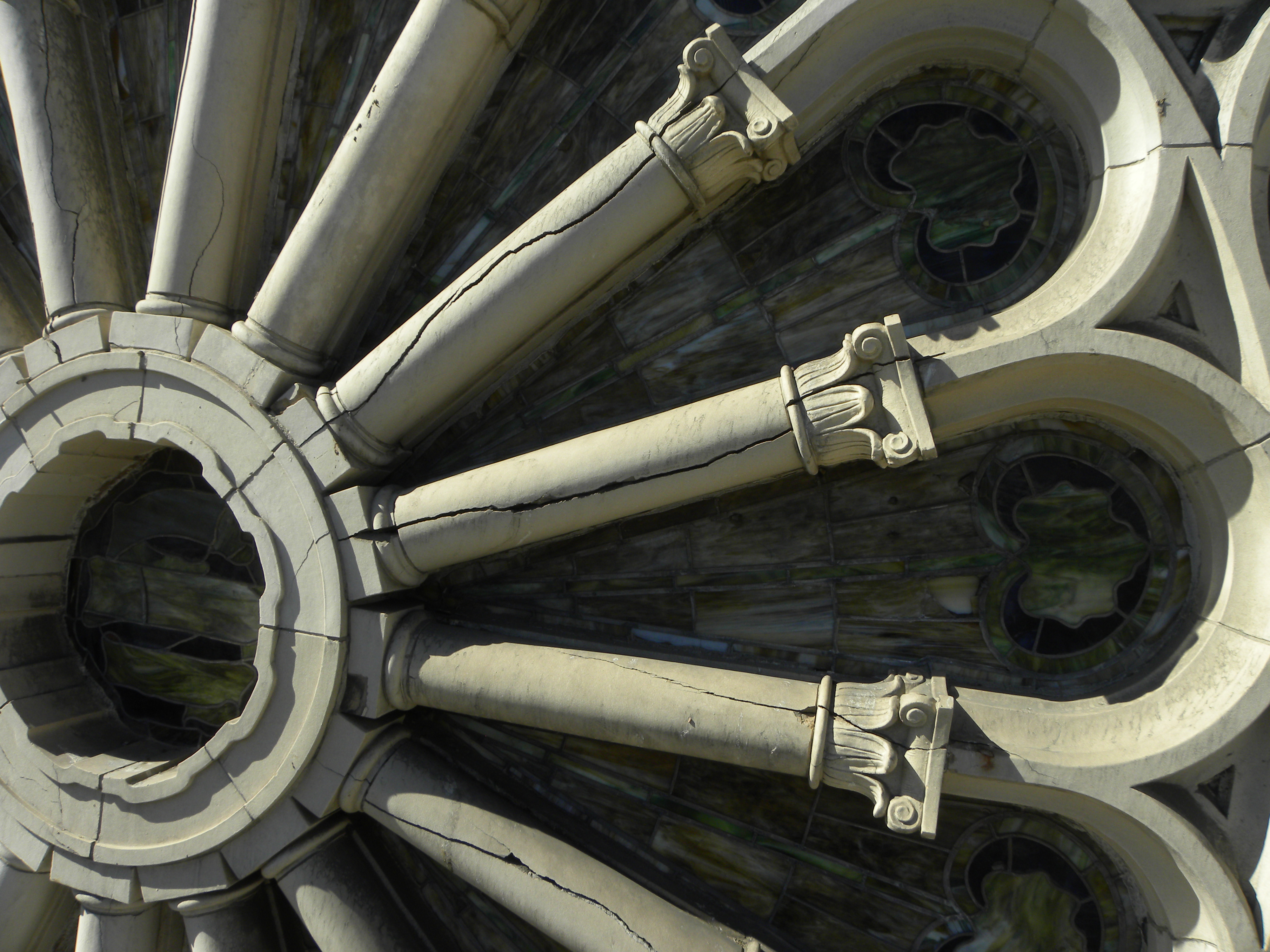
Fissuration causée par la corrosion des ancres métalliques à la première église congrégationaliste de Long Beach, Californie

## Dégradation
Les raisons les plus courantes de l'échec de la terre cuite sont: une mauvaise fabrication, une mauvaise installation, des intempéries, des cycles de gel / dégel et la formation de sel due à la pollution atmosphérique. La porosité de la terre cuite influe grandement sur ses performances. La capacité ou l'incapacité de l'eau et des polluants à pénétrer dans le matériau est directement corrélée à sa capacité structurelle. Tout matériau anormal en expansion (glace, sels, matériau de remplissage incompatible ou ancrages métalliques corrodés) à l'intérieur du corps d'argile le fera se fissurer et éventuellement s'écailler.
Ces défauts inhérents peuvent gravement affecter les performances du matériau. Un moulage incorrect peut provoquer la formation de poches d'air qui augmentent le taux de détérioration. Si le bloc n'est pas cuit ou refroidi correctement, la peau réfractaire n'adhère pas uniformément au substrat et peut s'écailler. De même, si un vernis n'est pas cuit correctement, il se fissurera, s'écaillera et tombera. Les décolorations peuvent résulter d'impuretés minérales telles que les pyrites ou les carbonates de baryum.
Une bonne partie des dommages provient du transport, du stockage ou de l'installation maladroits du matériel. Si le mortier utilisé autour et à l'intérieur des blocs est trop fort, la contrainte se traduira par le bloc de terre cuite qui échouera avec le temps. Les ancrages métalliques intérieurs corrodés se dilatent à un rythme plus rapide que le corps en céramique environnant, provoquant une défaillance de l'intérieur vers l'extérieur. Un chargement incorrect des blocs de terre cuite creuse peut créer des fissures de tension.
Les travaux de réparation imparfaits aggravent souvent les problèmes sous-jacents, accélérant également la décomposition des éléments environnants.
L'environnement joue également un rôle important dans la survie de la terre cuite. Différents types de pollution atmosphérique peuvent causer différents types de problèmes de surface. Lorsqu'il pleut, l'eau et les sels sont aspirés dans les vides dans et autour de la terre cuite par capillarité. S'il gèle, de la glace se forme, ce qui exerce une contrainte interne sur le matériau, le faisant se fissurer de l'intérieur. Un problème similaire se produit avec les polluants atmosphériques qui sont transportés dans les trous par l'eau de pluie. La pollution crée une solution légèrement acide qui ronge le corps d'argile ou une croûte de sel se forme, causant des problèmes similaires à ceux de la glace.

### Fabricants
- John Marriott Blashfield (en)
- Burmantofts Pottery (en)
- Fambrini & Daniels (en), Lincoln
- Royal Doulton, Royaume-Uni
- Gibbs and Canning Limited (en)
- Gladding, McBean (en), Californie, États-Unis
- Perth Amboy Terra Cotta Company (en) de Perth Amboy, New Jersey, États-Unis